# Os embaixadores de Agamemnon na tenda de Aquiles
Os embaixadores de Agamemnon na tenda de Aquiles (em francês:  Achille recevant les envoyés d'Agamemnon) é uma pintura a óleo sobre tela de Jean-Auguste-Dominique Ingres de 1801, produzida no âmbito do concurso do grande Prix de Rome. Esta era a então segunda participação na prova, e o tema mitológico-literário permitiu-lhe ganhar o "Grande Prémio", conferido por Jules Antoine Vauthier.
O tema é inspirado no poema épico Ilíada de Homero, em que Aquiles se recusa em ouvir os emissários enviados por Agamenão para convencê-lo a regressar à Guerra de Troia. Foi concebido como uma demonstração da mestria de Ingres pela figura humana retirada da pintura grega antiga — em especial um dos representantes, Ulisses, com o drapeado vermelho inspirado na escultura de pseudo-Fídias.
Representante do estilo neoclássico e pertencente à escola de Jacques-Louis David, Ingres integra e aporta ao longo deste período o marco de algumas das características mais notáveis de John Flaxman, a partir do momento em que vê o seu trabalho exposto em Paris. A pintura faz parte da coleção da École nationale supérieure des beaux-arts.